# 东方体育日报
《东方体育日报》于2002年5月18日创刊，由文新报业集团、文广影视集团和东方网联和创办的体育日报。

## 概述
《东方体育日报》前身是上海市体育运动委员会主办的《体育导报》。1994年3月，新民晚报社与上海市体育运动委员会协商，决定联合主办体育报，由新民晚报社主管并主编，将《体育导报》更名为《新民体育报》，每周出版，对开8版2张。2002年5月18日，《新民体育报》扩版更名为《东方体育日报》，改为由中共上海市委宣传部直接领导，是当时中国第一张市场化的体育日报，由文汇新民联合报业集团、上海文广新闻传媒集团和东方网共同出资成立董事会。2012年5月18日，上海《东方体育日报》纪念创刊10周年。